# Văleni, Sibiu
Văleni (maghiară Huruba) este un sat în comuna Micăsasa din județul Sibiu, Transilvania, România. Văleni este sat răsfirat situat la confluența dintre pârâul Valea Podului și lunca râului Chesler unde trăiesc locuitori din Chesler și Micăsasa, care au venit aici pentru a fi în mijlocul pășunilor și fânețelor pe care le aveau în proprietate. A fost atestat relativ recent, în 1910, local zona se mai numește "Valea Podului".